# Listeț, Silistra
Listeț (în bulgară Листец, în română Mesimler) este un sat în comuna Glavinița, regiunea Silistra, Dobrogea de Sud, Bulgaria. 
Între anii 1913-1940 a făcut parte din plasa Turtucaia a județului Durostor, România.

## Demografie
Componența etnică a satului Listeț
     Turci (99,04%)
     Nicio identificare (0,38%)
     Altele (0,57%)
La recensământul din 2011, populația satului Listeț era de 523 locuitori. Din punct de vedere etnic, majoritatea locuitorilor (99,04%) erau turci. Pentru 0,38% din locuitori nu este cunoscută apartenența etnică.